# ليودولف، دوق شوابيا
ليودولف (بالألمانية: Liudolf)‏ (930 - 6 سبتمبر 957)؛ هو عضو في سلالة أوتونية، وأيضا هو دوق شوابيا بين عامي 950 حتى 954، أدى تمرده في 954/53 إلى أزمة كبيرة في مملكة ألمانيا الصاعدة، ليودولف هو ابن الدوق الساكسوني أوتو الأول ابن ووريث آنذاك هاينريش الصياد وزوجته الأولى إدجيث من وسكس ابنة إدوارد الكبير ملك أنجلو ساكسونية، والده صعد إلى العرش الألماني في 936 وبذلك أصبح ليودولف الوريث.
في 939 أصبح مخطوباً من إيدا ابنة ووريثة هيرمان الأول، دوق شوابيا اختتم هذا الزواج بعد وفاة هيرمان حوالي 948/47.
في نوفمبر 950 توفي لوثر الثاني ملك إيطاليا، واغتصب برنغار الثاني العرش وقام بسجن أديلايد هي إحدى أقرباء زوجته وأيضا هي شقيقة حليف أوتو كونراد الأول من بورغندي، عندما كان ملك ألمانيا على استعداد لحملة إيطاليا، قام ليودولف باحباط خطط والده وفي أوائل 951 قاد جيشاً من شوابيا وعبر جبال الألب بحيث غزا لومبارديا، كان والده مستاء منه قام والده باحباط هذا الحملة بدعم من شقيقه هاينريش الأول دوق بافاريا الذين اعتبروا حملة ليودولف انتهاكاً لمصالحهما في شمال إيطاليا، ومع ذلك تلقى دوق شوابيا دعم قليل من نبلاء الإيطاليين، وأخيراً كان عليه أن يتابع القوات والده التي تقترب منه، وتارك له دون مكسب كبير.
ولكن عندما تزوج والده من أديلايد وريثة إيطاليا في نوفمبر 950 شعر بأن موقفه أصبح مهدداً وأصبح متحالفاً مع صهره كونراد، دوق لورين، ولكن مع ولادة أديلايد ابنها في 953 رفع ليودولف علم التمرد على الرغم من حصلوه على الدعم من صهره في لورين، وأيضا على دعم البافاريين، ومع ذلك الدوق هاينريش الأول من بافاريا عم ليودولف وقف مع شقيقه الملك أوتو ووضعا حداً لهذا التمرد، وفي 954 حُرم ليودولف من دوقيته، وعلى الرغم من أنه تم التوفيق بينه وبين والده إلا أن لم يستطيع استرجاع الدوقية، استطاع غزو إيطاليا مرة أخرى في 957 استسلمت العديد من المدن له ومع ذلك تمكن برنغار من الهروب، ليودولف توفي بشكل غير متوقع في 957 من الحمى في بوميا بالقرب من نوفارا، ودفن في 6 سبتمبر بـ دير سان ألبان في ماينتس.
ابنه أوتو سيصبح لاحقاً دوق بافاريا وشوابيا، وابنته ماتيلدا ستصبح راهبة، وأيضا من إنجازاته قيامه بتأسيس مدينة شتوتغارت جنوب ألمانيا.